# Международен ден на възрастните хора
Международният ден на възрастните хора е международен ден на ООН, който се отбелязва ежегодно на 1 октомври.
На 14 декември 1990 година Общото събрание на ООН гласува да определи 1 октомври като Международен ден на възрастните хора, документирано в Резолюция 45/106. За първи път честването на Деня е на 1 октомври 1991 година.
Денят се отбелязва с дейности за повишаване на емпатията, обществената информираност и чувствителност относно проблемите, с които възрастните хора се сблъскват като проблемите, свързани със стареенето, малтретирането на възрастни хора и други. Това е и ден, в който се отбелязват приносите, които възрастните хора имат към обществото.
Денят се отбелязва по различни начини като прекарване на време с близки възрастни, посещаване на домове за възрастни хора, приготвяне на храна за тях или осигуряване на помощ в домакинството.
През 2020 година стартира Десетилетието на остаряването в добро здраве (2020 – 2030).
Подобни дни се отбелязват в САЩ и Канада (Международен ден на прародителите), в Китай (Фестивала на двете деветки) и в Япония (Уважение към възрастните хора).